# 弦楽四重奏曲第39番 (ハイドン)
弦楽四重奏曲第39番ハ長調op.33-3は、フランツ・ヨーゼフ・ハイドンによって、1781年に作曲された弦楽四重奏曲である。まとめて出版されたop.33「ロシア四重奏曲」6曲（第37-42番）中の3曲目であることから、「ロシア四重奏曲第3番」とも呼ばれる。また、第1楽章の第2主題が鳥のさえずりを思わせることから、「鳥」四重奏曲（ドイツ語: Vogelquartett）というニックネームで知られ、「ロシア四重奏曲」の中でも、最もよく知られている。
- 演奏時間：20分ほど
- 作曲時期：1781年
- 作品番号
  - Op. 33, No. 3
  - FHE No. 72
  - Hob. III. 39

## 構成
作曲の経緯については、「ロシア四重奏曲」の項を参照のこと。
- 第1楽章 Allegro Moderato

「鳥」というニックネームは、この楽章の第2主題が、鳥のさえずりを思わせるところから来ている。2つのヴァイオリンの二重奏は大変魅力的である。
- 第2楽章 Scherzo (Allegretto)
- 第3楽章 Adagio ma non troppo
- 第4楽章 Rondo (Presto)

ハンガリー舞曲風のロンド。途中にトルコ行進曲風の部分も現れる。